# 奥列格·亚历山德罗维奇·列昂诺夫
奥列格·亚历山德罗维奇·列昂诺夫（羅馬化：Oleg Aleksandrovich Leonov；2001年8月24日—）是一名俄罗斯足球运动员，目前效力于新特罗伊茨克诺斯塔足球俱乐部。

## 职业生涯
2019年11月3日，他在俄罗斯足球国家联赛中首次代表托木斯克汤姆队对阵符拉迪沃斯托克光能队。